# Địa lý Cameroon

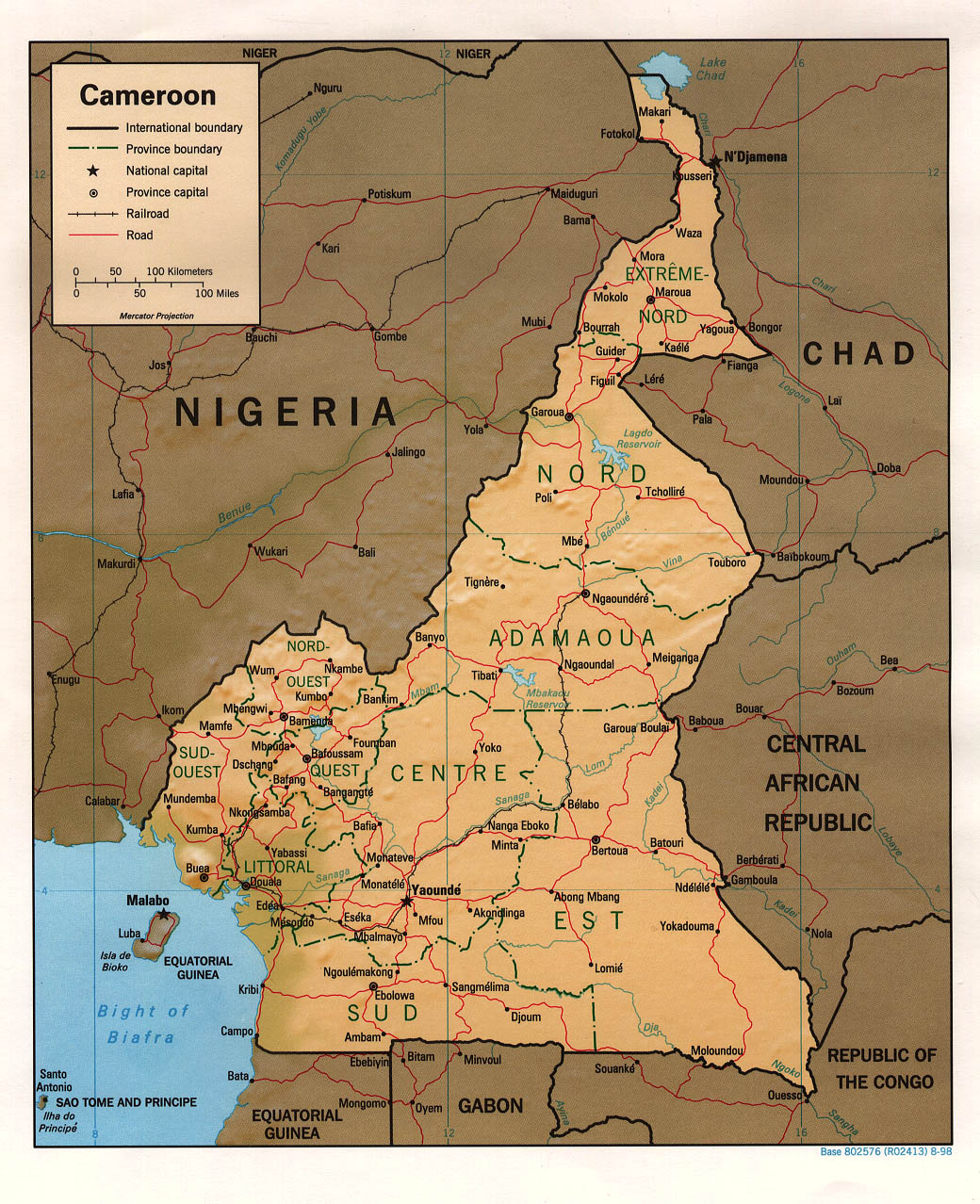
Bản đồ Cameroon

Vị trí Cameroon

Bản đồ khí hậu Köppen của Cameroon.

Với diện tích 475.440 km² (183.570 dặm vuông), Cameroon là quốc gia lớn thứ 54 trên thế giới.
Đất nước này nằm ở Trung và Tây Phi, giáp với Bight of Biafra, giữa Guinea Xích Đạo và Nigeria.
Cameroon đôi khi được mô tả là "Châu Phi thu nhỏ" vì nước này thể hiện tất cả các vùng khí hậu và thực vật chính của lục địa này như: núi, sa mạc, rừng mưa, đồng cỏ hoang mạc và bờ biển. Cameroon có thể được chia thành năm khu vực địa lý. Chúng được phân biệt bởi các đặc điểm địa chất, khí hậu và thực vật chiếm ưu thế.

## Vùng tự nhiên
Đồng bằng ven biển của Cameroon kéo dài từ 20 đến 80 km (10 đến 50 dặm) nội địa từ Vịnh Guinea (một phần của Đại Tây Dương) đến rìa của một cao nguyên. Tuy nhiên, ở miền Tây trước đây, khối của núi Cameroon gần như đạt tới biển. Vùng đồng bằng có mật độ cao bao gồm các khu vực rừng ngập mặn Trung Phi, đặc biệt là xung quanh Douala và ở cửa sông Cross ở biên giới với Nigeria.

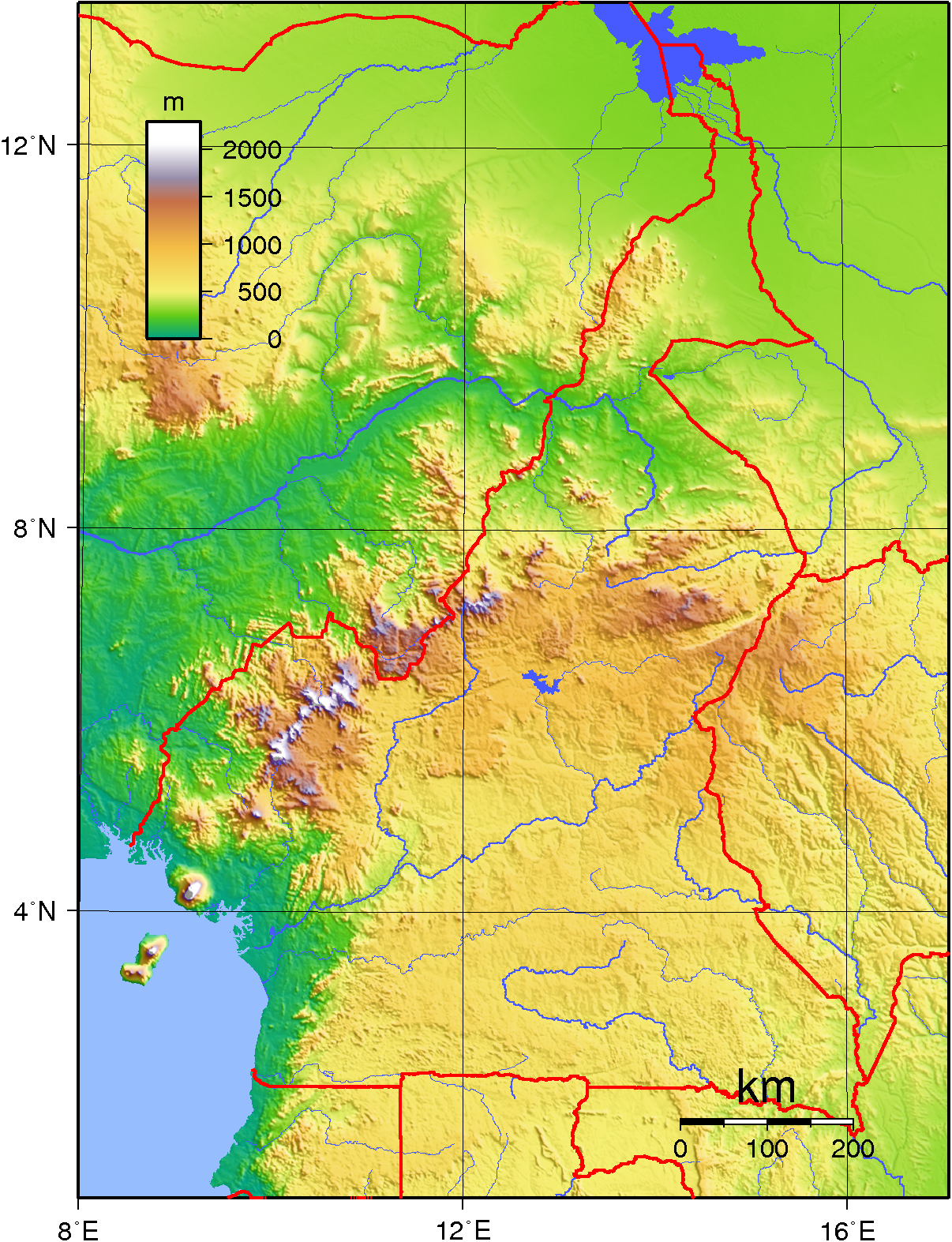
Địa hình Cameroon

Cao nguyên Nam Cameroon thấp, nâng cao dần lên từ đồng bằng ven biển và bị chi phối bởi rừng mưa nhiệt đới, có độ cao trung bình từ 500 đến 600 mét (1.500 đến 2.000 ft). Nó ít ẩm hơn bờ biển.
Ở phía tây Cameroon là một chuỗi không đều các dãy núi, đồi và cao nguyên kéo dài từ Núi Cameroon đến gần Hồ Chad ở mũi phía bắc của đất nước. Khu vực này bao gồm các vùng cao nguyên Bamenda, Bamiléké và Mambilla. Nó cũng chứa một số loại đất màu mỡ nhất của đất nước, đặc biệt là xung quanh núi lửa Mt. Cameroon. Khu vực rừng nhiệt đới này đã được Quỹ Quốc tế Bảo vệ Thiên nhiên phân loại là vùng sinh thái rừng cao nguyên của Cameroon với núi Cameroon được xem xét riêng biệt vì là một núi lửa đang hoạt động, có môi trường riêng biệt với các ngọn núi khác.
Từ vùng rừng phía nam cao nguyên, bề mặt cao lên về phía bắc đến vùng đồng cỏ, cao nguyên Adamaoua (Adamawa) gồ ghề. Trải dài khắp Cameroon từ vùng núi phía tây, Adamaoua tạo thành một vách ngăn giữa phía bắc và phía nam. Độ cao trung bình của nó là 1.000 m (3.400 ft).
Đồng bằng trảng cỏ phía nam trải dài từ rìa của Adamaoua đến Hồ Chad. Thảm thực vật đặc trưng của nó là cây bụi và cỏ. Đây là khu vực có lượng mưa thưa thớt và nhiệt độ trung bình cao đã được đưa vào như một phần của vùng sinh thái sa mạc Đông Sudan.

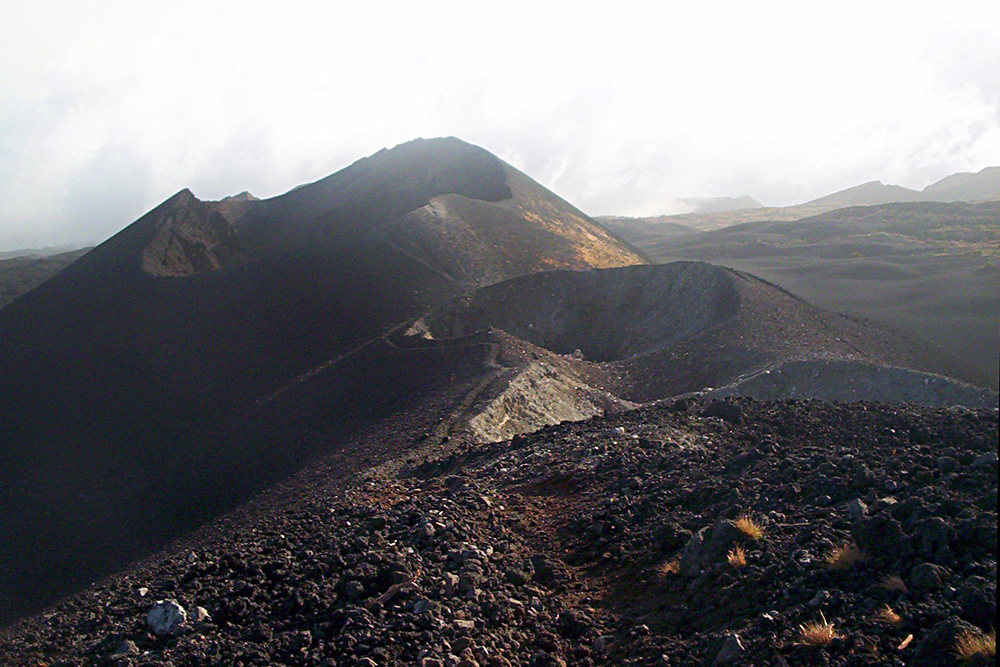
Đỉnh núi lửa Cameroon

## Khí hậu
Khí hậu thay đổi theo địa hình, từ vùng nhiệt đới dọc theo bờ biển đến bán khô nóng ở phía bắc. Nóng và ẩm ướt nhất là vành đai ven biển, bao gồm một số nơi ẩm ướt nhất trên trái đất. Ví dụ: Debundscha tại chân núi Mt. Cameroon có lượng mưa trung bình hàng năm là 10.300 mm (405 in).

## Sông ngòi
Nước này có bốn hệ thống sông. Ở phía nam, các con sông chính chảy về phía tây nam hoặc phía tây trực tiếp đến Vịnh Guinea - sông Wouri và sông Dibamba, sông Bimbia và sông Mungo thấp hơn đến cửa sông Cameroon gần Douala; sông Sanaga, sông Nyong và sông Ntem xa hơn về phía nam dọc theo bờ biển; sôn Akwayafe và sông Manyu (hợp lưu với sông Cross Nigeria) và Ndian và Meme thấp hơn ở phía bắc bờ biển. Tuy nhiên, sông Dja và sông Kadeï chảy ra phía đông nam vào sông Congo. Ở phía bắc Cameroon, sông Benue (Benoué) chảy về phía bắc và phía tây, cuối cùng vào Niger, trong khi sông Logone chảy về phía bắc vào hồ Chad.
Một số biên giới của Cameroon dọc theo các con sông, bao gồm sông Aïna, sông Akwayafe và sông Ntem hay sông Campo.

## Số liệu
Địa điểm: Trung Phi, giáp Bight of Biafra, giữa Guinea Xích Đạo và Nigeria
Tọa độ địa lý: 6°B 12°Đ / 6°B 12°Đ
Tham khảo bản đồ: Châu Phi
Diện tích:
tổng: 475.440 km² (183.570 dặm vuông)
đất: 472.710 km² (182.510 dặm vuông)
nước: 2.730 km² (1.050 dặm vuông)
Biên giới:
tổng: 5.018 km
các nước giáp ranh: Cộng hòa Trung Phi 901 km, Chad 1.116 km, Cộng hòa Congo 494 km, Guinea Xích Đạo 183 km, Gabon 349 km, Nigeria 1.975 km
Bờ biển: 402 km
Tuyên bố hàng hải: lãnh hải: 12 nmi (22,2 km; 13,8 mi)
Địa hình: đa dạng, với đồng bằng ven biển ở phía tây nam, cao nguyên bị chia cắt ở trung tâm, núi ở phía tây, đồng bằng ở phía bắc
Độ cao cực đại:
điểm thấp nhất: Đại Tây Dương 0 m
điểm cao nhất: Fako (trên núi Cameroon) 4.095 m
Tài nguyên thiên nhiên: dầu mỏ, bô xít, quặng sắt, gỗ xẻ, thủy điện
Sử dụng đất:
đất canh tác: 13,12%
trồng cây lâu năm: 3,28%
khác: 83,61% (2012)
Đất được tưới tiêu: 256,5 km² (2003)
Tổng nước tái tạo: 285,5 km³ (2011)

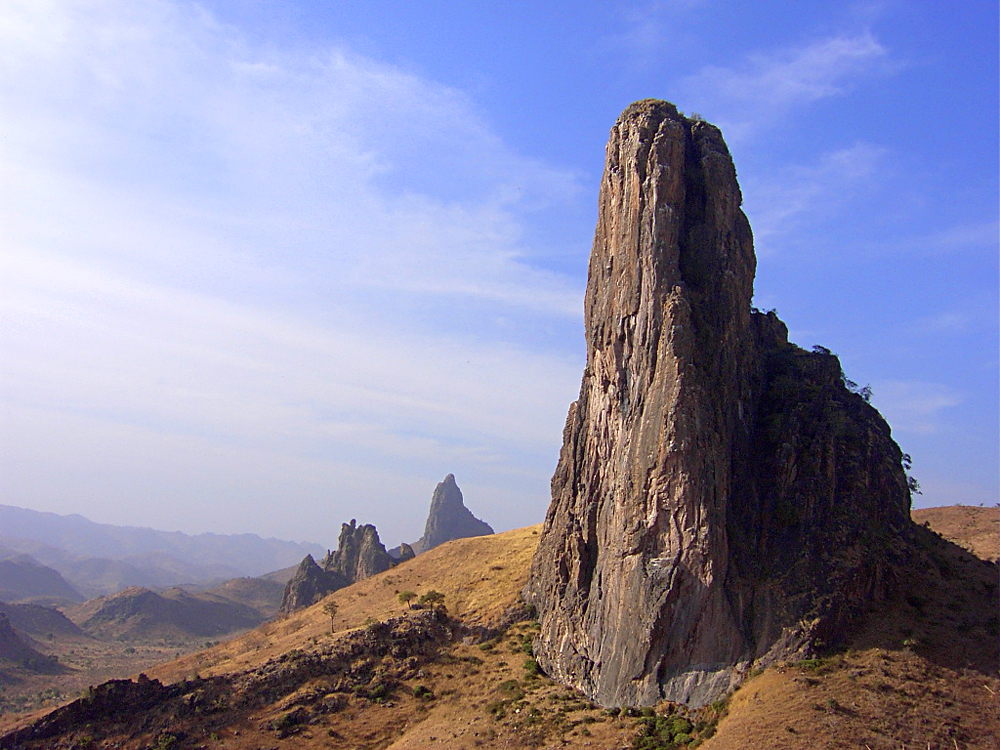
Đỉnh Rhumsiki ở tỉnh Viễn Bắc của Cameroon.

Sử dụng nước (sinh hoạt/công nghiệp/nông nghiệp):
tổng: 0,97 km³ / năm (23% / 10% / 68%)
bình quân đầu người: 58,9 m³ / năm (2005)
Thiên tai: Các vụ phun trào CO2 gần đây với sự giải phóng cacbon dioxide:
- từ Hồ Monoun, ngày 15 tháng 8 năm 1984, giết chết 37
- từ hồ Nyos, ngày 21 tháng 8 năm 1986, giết chết tới 1800

Các vấn đề môi trường hiện tại: các bệnh truyền qua nước rất phổ biến; phá rừng; overgrazing; sa mạc hóa; nạn lâm tặc; đánh bắt quá mức
Thỏa thuận môi trường quốc tế:
tham gia: Đa dạng sinh học, Biến đổi Khí hậu, Sa mạc hoá, Loài nguy cấp, Chất thải nguy hại, Luật biển, Nghị định thư Montreal, Gỗ nhiệt đới 83, Gỗ nhiệt đới 94, Vùng đất ngập nước, Đánh bắt cá voi
đã ký nhưng chưa được phê chuẩn: Hiệp ước Cấm thử Hạt nhân Toàn diện
Lưu ý địa lý: đôi khi được gọi là 'bản lề của Châu Phi'; trong cả nước có những khu vực suối nước nóng và chỉ dẫn của hoạt động núi lửa hiện tại hoặc trước đó; Núi Cameroon, ngọn núi cao nhất ở vùng hạ Sahara phía tây châu Phi là một núi lửa đang hoạt động